# عبد الله دوغان
عبد الله دوغان (بالألمانية: Abdullah Dogan)‏ هو لاعب كرة قدم ألماني، ولد في 10 فبراير 1997 في مدينة بريمن في ألمانيا. لعب مع فيردر بريمن.

## وصلات خارجية
- عبد الله دوغان على موقع قاعدة بيانات كرة القدم.إي يو (الإنجليزية)
- عبد الله دوغان على موقع بيانات كرة القدم. دي إي (الألمانية)
- عبد الله دوغان على موقع عالم كرة القدم.نت (الإنجليزية)